# Michael Knauth (Hockeyspieler)
Michael Knauth (* 24. Juni 1965 in Wolfsburg) ist ein ehemaliger deutscher Hockeyspieler und Olympiasieger.
Knauth begann beim VfL Wolfsburg, spielte dann beim Braunschweiger THC und wechselte schließlich zum Limburger HC, mit dem er 1990 und 1991 Deutscher Hallenmeister wurde, 1992 gewann Knauth mit den Limburgern den Halleneuropapokal der Landesmeister.
Nachdem er im Jahr 1984 Junioreneuropameister und 1985 Juniorenweltmeister geworden war, debütierte der Torhüter 1987 in der deutschen Hockeynationalmannschaft. Aber erst 1990 stieg Knauth zum Stammtorhüter auf, er gewann 1991 bei der Feldhockey-Europameisterschaft den Titel und stand 1991 und 1992 beim Sieg in der Champions Trophy im Tor. Bei den Olympischen Spielen 1992 war Knauth Stammtorhüter beim ersten Olympiasieg nach zwanzig Jahren. Nach einigen Jahren Pause kehrte Knauth zu den Olympischen Spielen 1996 noch einmal in die Nationalmannschaft zurück und war dort Ersatztorhüter für Christopher Reitz, als die deutsche Mannschaft den vierten Platz belegte. Insgesamt spielte Knauth in 72 Länderspielen mit, davon 7 in der Halle.
Für den Olympiasieg 1992 erhielten er und seine Mannschaft am 23. Juni 1993 das Silberne Lorbeerblatt.
Knauth lebt getrennt von seiner Frau und seinen zwei Töchtern. Er leitet sein Unternehmen der Schaumstoffindustrie in Limburg an der Lahn.